# Finnewanderweg
Der 91,7 km lange Finnewanderweg ist ein Fernwanderweg in Mitteldeutschland. Er führt von Weißenfels in Sachsen-Anhalt entlang des Saale-Unstrut-Tales über den Kamm der Finne sowie der Hohen Schrecke bis zum Durchbruchstal der Unstrut in Sachsenburg in Thüringen, welches auch als Thüringer Pforte bekannt ist. Dort wird er als Hainleitewanderweg fortgeführt.

## Sehenswürdigkeiten am Weg (Auswahl)
- Schloss Neu-Augustusburg
- Burg Schönburg
- Naumburger Dom
- Zisterzienserabtei Pforta
- Rudelsburg
- Burg Saaleck

- Schlachtfelder von Auerstedt
- Eckartsburg
- Schlösschen Marienthal
- Thüringer Pforte

## Etappenvorschlag
Der offizielle Vorschlag für eine Etappenaufteilung sieht wie folgt aus:
1. Etappe: Weißenfels – Naumburg (17 km)
2. Etappe: Naumburg – Bad Kösen/Himmelreich (16 km)
3. Etappe: Bad Kösen – Marienthal (16 km)
4. Etappe: Marienthal – Rastenberg (14 km)
5. Etappe: Rastenberg – Burgwenden (15 km)
6. Etappe: Burgwenden – Sachsenburg (13 km)